# Typhoon (poste de tir)

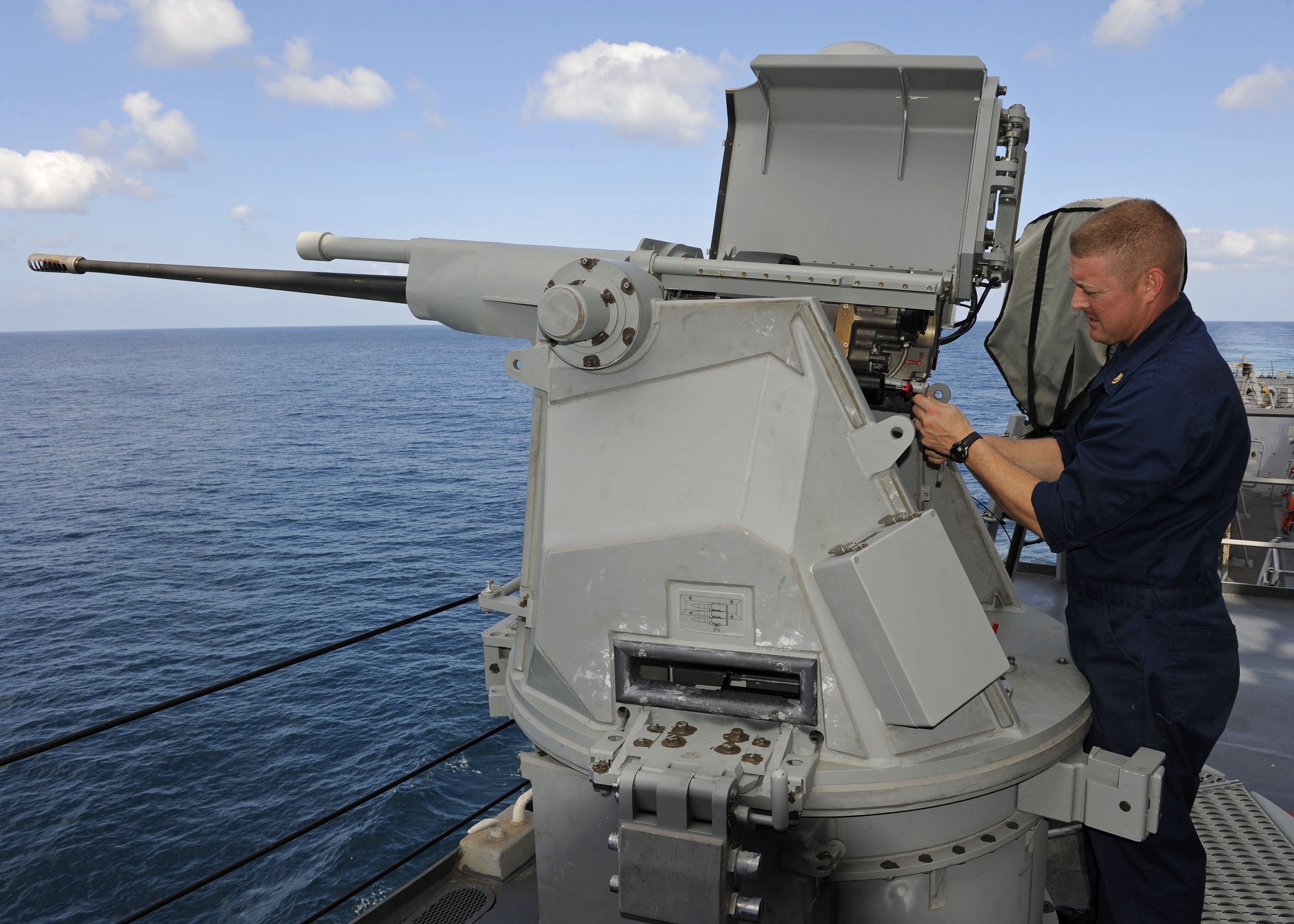
Maintenance d'un poste de tir d'un canon M242 Bushmaster de calibre 25 mm de l’US Navy.

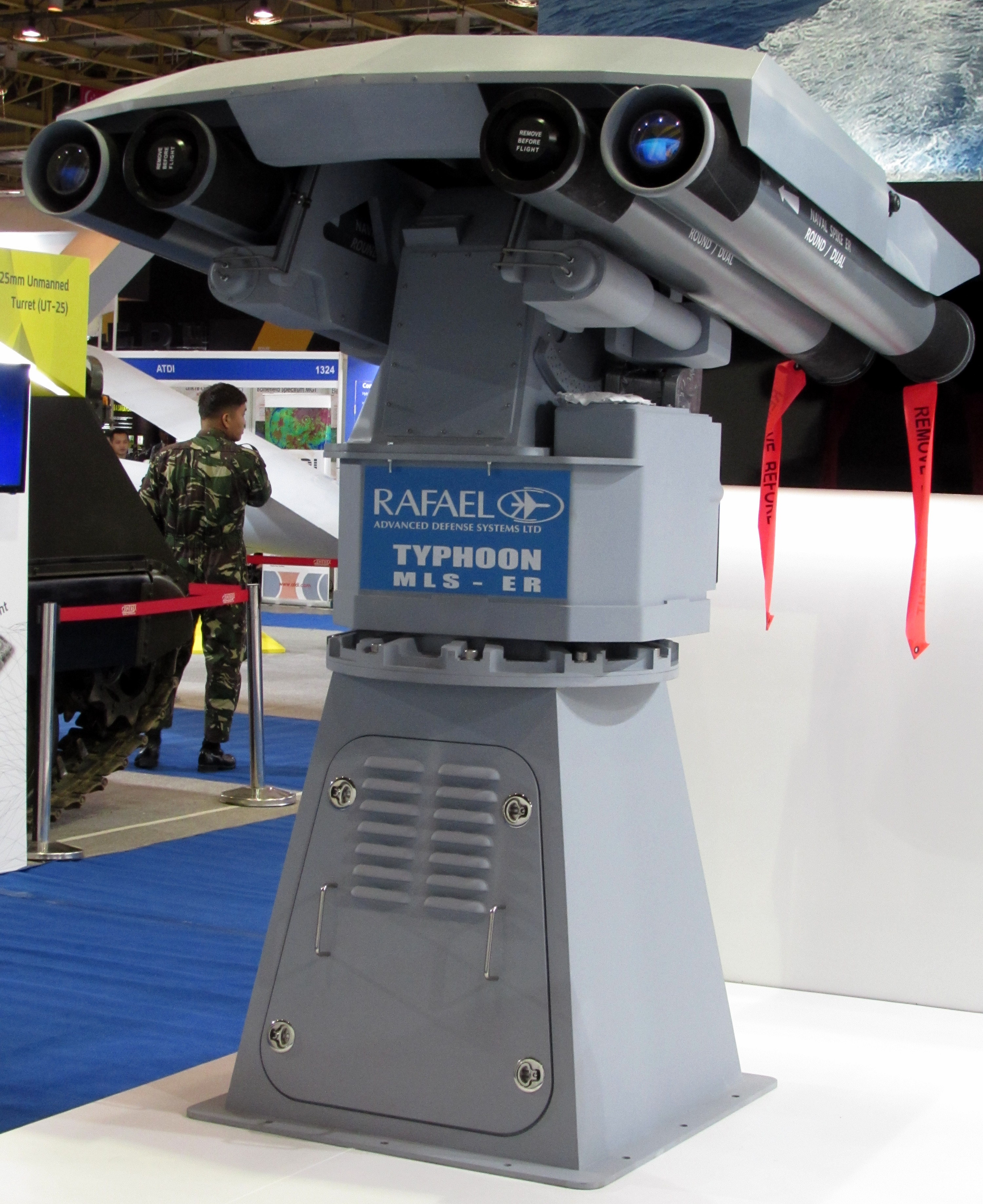
Poste de tir Typhoon MLS pour missiles antichars.

Le Typhoon est un poste de tir naval télécommandé fabriqué par Rafael Advanced Defense Systems depuis 1997. Il partage les principes de conception similaires et de technologies communes avec le Samson fabriqué par la même entreprise. Comme le Samson, le Typhon est également à configurations multiples.

## Description
Ce poste de tir télécommandé et stabilisé est modulable et peut recevoir différents types de canons (jusqu’aux calibres de 30 mm) voir des missiles légers tel le Spike. Son intégration sur un navire ne nécessite pas la modification de structure du pont, et peut être installé sur tout type de navire. Il peut servir soit d’armement principal sur des vedettes, patrouilleurs, soit d’armement secondaire sur les navires plus importants
Grâce au système de stabilisation le poste de tir peut faire feu tout en gardant la visée. Le Typhoon est très précis puisqu’il permet de toucher une cible à moins de 250 mm du point de visée et ce à plus de 1 000 m de distance.

## Utilisateurs
- Australie
- États-Unis
- Israël
- Maldives
- Nouvelle-Zélande
- Singapour
- Slovénie
- Sri Lanka

## Sources et références
1. ↑  http://www.rafael.co.il/marketing/SIP_STORAGE/FILES/1/941.pdf

Typhoon Site Officiel Rafael.